# Копокі
Копокі (малаг. Kopoky) — селище у складі мадагаскарського округу Бельоа (колишня провінція Туліара).

## Клімат
Містечко знаходиться у зоні, котра характеризується кліматом тропічних саван. Найтепліший місяць — січень із середньою температурою 25.9 °C (78.6 °F). Найхолодніший місяць — липень, із середньою температурою 19.3 °С (66.7 °F).
| Клімат Копокі           | Клімат Копокі | Клімат Копокі | Клімат Копокі | Клімат Копокі | Клімат Копокі | Клімат Копокі | Клімат Копокі | Клімат Копокі | Клімат Копокі | Клімат Копокі | Клімат Копокі | Клімат Копокі | Клімат Копокі |
| Показник                | Січ.          | Лют.          | Бер.          | Квіт.         | Трав.         | Черв.         | Лип.          | Серп.         | Вер.          | Жовт.         | Лист.         | Груд.         | Рік           |
| Середній максимум, °C   | 29,6          | 29,5          | 29            | 27,4          | 25,4          | 24            | 23,6          | 24,3          | 25,3          | 26,4          | 27,3          | 28,5          | 26,7          |
| Середня температура, °C | 25,9          | 25,9          | 25,1          | 23,5          | 21,4          | 19,6          | 19,3          | 19,8          | 20,7          | 22,2          | 23,4          | 24,8          | 22,6          |
| Середній мінімум, °C    | 22,2          | 22,3          | 21,5          | 19,9          | 17,4          | 15,7          | 15,4          | 15,6          | 16,4          | 18            | 19,5          | 21,3          | 18,8          |
| Норма опадів, мм        | 155.6         | 128.9         | 144.7         | 98.6          | 91.6          | 80.6          | 95.6          | 74.9          | 57            | 76.4          | 103.8         | 128.7         | 1236.4        |
| Днів з опадами          | 10,1          | 11,3          | 10,5          | 10,9          | 7,9           | 8,7           | 7,8           | 6             | 6,7           | 7,6           | 10            | 10,7          | 108,2         |
| Вологість повітря, %    | 79.6          | 80            | 79.3          | 79.8          | 79            | 78            | 77.5          | 75.5          | 76.7          | 77.6          | 79.9          | 80.2          | 78.6          |
| ----------------------- | ------------- | ------------- | ------------- | ------------- | ------------- | ------------- | ------------- | ------------- | ------------- | ------------- | ------------- | ------------- | ------------- |
| Джерело: Weatherbase    |               |               |               |               |               |               |               |               |               |               |               |               |               |